# Бонрепос-сюр-Осоннель
Бонрепо́с-сюр-Осонне́ль (фр. Bonrepos-sur-Aussonnelle, окс. Bonrepaus d'Aussonèra) — коммуна во Франции, находится в регионе Юг — Пиренеи. Департамент — Верхняя Гаронна. Входит в состав кантона Сен-Лис. Округ коммуны — Мюре.
Код INSEE коммуны — 31075.

## География

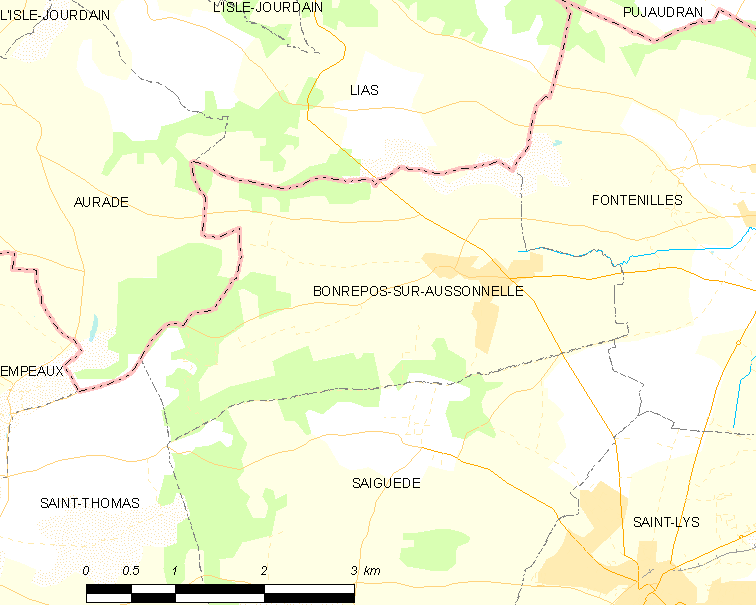
Карта коммуны

Коммуна расположена приблизительно в 600 км к югу от Парижа, в 25 км к западу от Тулузы.
По территории коммуны протекает река Осоннель.

## Климат
Климат умеренно-океанический. Зима мягкая и снежная, весна характеризуется сильными дождями и грозами, лето сухое и жаркое, осень солнечная. Преобладают сильные юго-восточные и северо-западные ветры.

## Население
Население коммуны на 2010 год составляло 850 человек.
| 1962 | 1968 | 1975 | 1982 | 1990 | 1999 | 2010 |
| ---- | ---- | ---- | ---- | ---- | ---- | ---- |
| 151  | 162  | 193  | 319  | 510  | 579  | 850  |

## Администрация
| Период | Период | Фамилия       | Партия | Примечания |
| ------ | ------ | ------------- | ------ | ---------- |
| 2001   | 2008   | Анж Фернандес |        |            |
| 2008   | 2020   | Даниэль Гаск  |        |            |

## Экономика
В 2010 году среди 562 человек трудоспособного возраста (15—64 лет) 449 были экономически активными, 113 — неактивными (показатель активности — 79,9 %, в 1999 году было 76,2 %). Из 449 активных жителей работали 429 человек (227 мужчин и 202 женщины), безработных было 20 (9 мужчин и 11 женщин). Среди 113 неактивных 44 человека были учениками или студентами, 40 — пенсионерами, 29 были неактивными по другим причинам.